# Åke Andersson
Åke Magnus Andersson (né le 22 avril 1917 à Göteborg et mort le 20 juillet 1983 dans la même ville) était joueur de football suédois.

## Carrière

### Club
Il commence par jouer chez les jeunes du BK Forward.
Il rejoint ensuite le GAIS en 1935, équipe de sa ville natale de Göteborg où il reste jusqu'en 1939 (15 buts en 47 matchs). Il rejoint ensuite l'AIK Solna entre 1939 et 1943 (124 matchs pour 26 buts). En 1946, il rejoue au football pour finir sa carrière dans l'équipe du Rålambshovs IF.

### International
Il est également international avec l'équipe de Suède, avec qui il est connu pour avoir notamment participé à la coupe du monde 1938 disputée en France.